# 天神愛眼グループ
天神愛眼グループ（てんじん あいがん グループ）とは、福岡県で「天神愛眼」の店舗名で展開する株式会社天神愛眼を中心とした眼鏡・補聴器の専門店である。

## 概要
- 1879年、福岡県夜須郡甘木町（後の甘木市。現：朝倉市）にて創業。1967年法人「天神愛眼グループ株式会社」を設立。
- 創業100周年を迎えた1979年に黄色いビルの「天神愛眼ビル」（初代）が現在地に竣工。1996年頃に現在の「天神愛眼ビル」（2代目）が完成。なお、初代のビルの天井に出されていた看板には「福岡愛眼」となっていた。
- 本社は社名のとおり福岡市中央区天神にある。かつては北九州市八幡西区・久留米市のほか、一時期は東京都内にも出店していたが、いずれも閉店した。
- 取扱商品　眼鏡・コンタクトレンズ・補聴器・健康食品
  - レンズメーカーと共同開発したフルオーダーレンズ・「夢のレンズ」を販売しており、「日本各地はもとより世界各国からそれを求めて訪れるユーザーも多くいる」とホームページに紹介されている。また同様の内容を記載した看板を、2019年頃まで、店舗が存在しない東京都・新宿駅東口に設置していた。
- 1980年代から福岡県の民放テレビ局で放送されている特徴的なキャッチフレーズで有名なCMは、福岡県など在福局エリアの視聴者に長く親しまれている。尚、CM放送開始当時は「天神の黄色いビル」であったが、その「黄色いビル」（イムズ横）の跡地に建設されたのが、現在の「天神愛眼ビル」である。
- また、家庭で使うことがなくなったメガネを東南アジアなど世界の発展途上国に修理した上で寄贈する「NPO国際メガネボランティア」の活動を行っている。

## 「メガネの愛眼」との関係
大阪市にあるメガネの愛眼（愛眼株式会社、以下大阪愛眼）とは資本・人的関係はないが、過去に遡れば何ら関係がなかった訳ではない。
1967年、天神愛眼の設立にあたり、天神愛眼と大阪愛眼との間で相互に「愛眼」という商号（当時はまだ商標登録されていない）を使用することに合意した。
その後、大阪愛眼は、1971年に天神愛眼がダイエー・ショッパーズ福岡に出店した時、大阪愛眼とフランチャイズ契約を締結したが、天神愛眼側がフランチャイズ契約に反する行為を行ったと主張し、1976年11月、フランチャイズ契約を破棄し、ショッパーズ福岡店を明け渡すよう求めた。天神愛眼側はこれを争い、結局、1980年、相互に相手方を誹謗中傷等せず、また、双方の営業主体が異なることを明瞭にするよう相互に配慮する等の内容で和解が成立した。
また、2003年に天神愛眼が東京（中野区野方）に初進出した時に、大阪愛眼が「愛眼」の商号の使用禁止を求める訴訟を起こしたが、大阪高裁において、天神愛眼に「天神愛眼」「天神愛眼ビル」の商標を使用する権利があること等を認める和解がなされた。
天神愛眼は、これらの経緯からすべて「天神愛眼」と表示し、大阪愛眼と営業主体の誤認混同がないように留意しているとのことである。

## テレビCM
- 在福民放テレビ局では日中の時間帯最も多く放映されるローカルCMのひとつであり、福岡県民の中での知名度は極めて高い。現在は、BS朝日でも主に日中時間帯にCMが流れている。また、公式HP・YouTube（理論上は全世界に配信可能、規制国もある。）でもCMをインターネット配信している。
- CMソングは少なくとも6種類が存在する。
  - 初代（放映時期：1979年 - 1996年頃）初代「天神愛眼ビル」の時代に流れた。
  - 2代目（1996年頃 - 2001年）現ビルの完成と同時にアレンジを変更、ラストの歌詞は「天神愛眼メガネビル」とした。
  - 3代目（2001年 - 2003年頃）初代のアレンジに近いものになっている。ボーカルや伴奏が初代と僅かに異なる。
  - 4代目（2003年頃 - 2011年11月）歌詞が大幅に変更。愛眼→天神愛眼にすべて変更 ラストの部分は「補聴器もOK!」に変更された。BS朝日ではこの代のCMが放送されていた（それ以前は確認不可能）、ここまでは4:3・SDだった。
  - 5代目（2011年12月 - 2022年）国際風のCMに変わっている。歌詞も大幅に変更されている。「アメリカから」「韓国から」「中国から」「オランダから」などのテロップも追加されている、16:9・HDで制作。BS朝日放映分については、画面右端上に「本店 福岡市中央区天神」の住所表記テロップが付記されている。
  - 6代目（2022年 - )森口博子の歌詞になった。YouTubeは5-6代目の配信が確認されている。

## 備考
1. ↑  大阪地方裁判所 昭和52年（ワ）第991号、大阪高等裁判所 昭和53年（ネ）第1756号。
2. ↑  大阪高等裁判所　平成17年（ネ）第1982号。